# Касаткин, Константин Иванович
Константи́н Ива́нович Каса́ткин (26 апреля 1879, Юрино, Васильсурский уезд, Нижегородская губерния, Российская империя — 27 октября 1957, Москва, СССР) — советский революционный и политический деятель, деятель народного просвещения.  Проректор Московского института организаторов народного просвещения (1923—1925), научный сотрудник Института Маркса-Энгельса-Ленина при ЦК ВКП(б) (1925—1935). Организатор первых в Марийском крае рабочей, социал-демократической и профсоюзной организаций. Участник Первой русской революции (1905) и Великой российской революции (1917). Член РСДРП с 1905 года, член РКП(б).

## Биография
Родился 8 мая 1879 года в посёлке Юрино (ныне Марий Эл) в семье дьячка.
Окончил Васильсурское уездное училище, Порецкую учительскую семинарию.
С 1898 года — учитель в г. Моздоке.
С 1899 года — учитель в п. Юрино. Организовал здесь первый в Марийском крае рабочий кружок, 1 мая 1902 года вместе со студентом А. Качаловым распространял в посёлке листовки «К народу»; впоследствии на гектографе они наладили выпуске антиправительственных листовок, за что в мае 1903 года арестованы. Был приговорён к 4 годам ссылки, но в условиях начавшейся русско-японской войны после 16-месячного тюремного заключения 30 августа 1904 года выпущен на свободу.
В начале 1905 года вступил в РСДРП: организовал в Юрино первую в Марийском крае партийную ячейку, в декабре 1905 года — участник Сормовского восстания в Н. Новгороде. В 1906 году организовал в Юрино празднование Первомая, руководил созданием первой в Марийском крае профсоюзной организации кожевников.
В 1908 году переехал в г. Москву. Был участником революционных событий февраля и октября 1917 года. 
Был членом Московского горкома РКП(б)  и Моссовета.
В 1918—1920 годах был заведующим отделом народного образования Сокольнического Совета Москвы. С 1923 года — проректор Московского института организаторов народного просвещения, в 1925—1935 годах — научный сотрудник Комиссии по изучению истории Коммунистической партии и Октябрьской революции при ЦК ВКП(б), научный сотрудник Института Маркса-Энгельса-Ленина при ЦК ВКП(б).
В 1935—1957 годах — персональный пенсионер союзного значения. 
В 1926 году издана его книга «Первая российская революция», а в 1935 году — книга воспоминаний «Юринское революционное подполье». 
Скончался 27 октября 1957 года в Москве. Похоронен на Новодевичьем кладбище.

## Награды
- Орден Ленина (1955)[1][2]

## Память
- С 1957 года его именем названа улица в посёлке Юрино Марий Эл[1][2][4][8].
- Дом в посёлке Юрино, где в 1903—1905 годах собирался социал-демократический кружок под руководством К. И. Касаткина, является памятником истории и находится под охраной государства согласно постановлению Совета Министров Марийской АССР № 692 от 16 декабря 1970 года[9].